# Ивин, Иван Семёнович
Иван Семёнович Ивин (1868—1919) — поэт-самоучка, лубочный писатель.

## Биография
Родился в деревне Старая Тяга Можайского уезда Московской губернии. Сын крепостного, исполнявшего в поместье графа А. С. Уварова обязанности кассира. Учился грамоте у отца, с которым работал на ткацких фабриках Московской губернии, перенося тяжёлую физическую работу, побои и оскорбления: «У меня в это время было одно утешение: я пристрастился к чтению … Здесь я впервые ознакомился с Бовой Королевичем, Ерусланом Лазаревичем, Гуаком, Францылем и проч.». Учился токарному делу на чугунолитейном заводе (1872—1873), работал токарем на Московско-Брестской железной дороге (1874—1877). 
В 14 лет познакомился с поэзией и биографией А. В. Кольцова, что явилось решающим толчком к собственному творчеству. В 1875 году сблизился с поэтом И. З. Суриковым, под влиянием которого серьёзно занялся самообразованием. Печататься начал с 1877 года — стихотворением «Где отрадный тот свет…» («Будильник», № 23). Живя впроголодь, Ивин то занимал мелкие конторские должности в редакциях иллюстрированных журналов («Мирской толк» — 1880, «Москва» — 1882), то работал «по подряду» в литографиях лубочных издателей, делая подписи под народными картинками и составляя сборники стихов и песен. Первую книгу выпустил в 1878 году — «Приключения русского, рядового солдата, возвращавшегося с войны. Рассказ в стихах». В 1883—1896 годах являлся основным поставщиком литографической продукции для большого числа московских лубочных издателей (П. Н. Шарапова, Е. А. Губанова, И. Д. Сытина и др.), выпустив более 100 книг, часть которых неоднократно переиздавалась. Из-за чрезвычайно низких гонораров Ивин вынужден был периодически отрываться от литературного труда, возвращаясь летом на сельские работы. 
Весной 1887 года познакомился с Л. Н. Толстым, отметившим, что Ивин «замечательный человек. Вот образец того, как человек с признаньем выбьется отовсюду». Толстой, считая, что Ивин «самый популярный и распространенный современный писатель в России» пытался привлечь его к сотрудничеству в «Посреднике», однако книги Ивина в этом издательстве по неизвестным причинам не печатались. В 1889 году Ивин часто бывал у Толстого и вёл с ним беседы по религиозно-философским вопросам, настойчиво убеждая вернуться к ортодоксальному православию, что привело к разрыву между ними. Сдал экзамен на сельского учителя в Испытательном комитете при канцелярии попечителя Московского учебного округа (1888), однако не смог найти места и продолжал работать у лубочных издателей. Стал преподавать в Казанском земельном училище Богородицкого уезда Тульской губернии, затем на
родине — в Старотяговской церковно-приходской школе, в Пановской церковно-приходской школе Верейского уезда Московской губернии. Со второй половины 1890-х годов печатался мало, выступая главным образом на страницах духовных изданий. В 1907 году бросил учительство и вернулся в Москву. Позднее стал священником в селе Кайданово Клинского уезда Московской губернии.
Литературная деятельность Ивина протекала в двух направлениях. Вначале он выступал в литературе только как поэт-самоучка в журналах «Мирской
толк» (1880) , «Нива» (1881), «Развлечение» (1884—1885), «Родина» (1884—1885), Россия (1890) и газетах «Новости дня» (1883—1885), «Русский курьер» (1889) и др. Поздние стихотворения за 1873—1893 годы собраны в книге «Песни родины» (1893).